# Turan Planum
Il Turan Planum è una struttura geologica della superficie di Venere.